# Numicia roxana
Numicia roxana är en insektsart som beskrevs av Ronald Gordon Fennah 1957. Numicia roxana ingår i släktet Numicia och familjen Tropiduchidae. Inga underarter finns listade i Catalogue of Life.